# 川村進
川村 進（かわむら すすむ、1975年10月13日 - ）は、日本の俳優。神奈川県出身。アニモプロデュース所属。無名塾20期生。

## 出演

### テレビドラマ
- 女と愛とミステリー（テレビ東京）
  - 第17回「純情商店街ゆうれい殺人事件」（2001年）
  - 第98回「みの刑事の愛の事件簿大作戦」（2003年）
- カネボウ木曜劇場 年下の男 第1話（2003年、TBS）
- Strangers 6（2012年、WOWOW）
- 高梨さん（2013年、NHKワンセグ2） - ミョンサン、中村勉三 役
- 怪盗 山猫 第10話（2016年、日本テレビ） - 澤井 役
- 放送90年 大河ファンタジー 「精霊の守り人」 第5・6話（2017年、NHK） - 騎馬隊長 役
- 悦ちゃん〜昭和駄目パパ恋物語〜（2017年） - 付き人 役
- 相棒 Season19（2020年） ‐ 尾沢健志

### ネットドラマ
- 特命係長 只野仁 第44話（2017年、AbemaTV） - 山中 役

### 映画
- NORIN TEN〜稲塚権次郎物語〜（2015年、アークエンタテインメント）
- 22年目の告白 -私が殺人犯です-（2017年、ワーナー・ブラザース映画）
- 相棒 -劇場版IV- 首都クライシス 人質は50万人! 特命係 最後の決断（2017年） ‐ ヘロン（小川勉）

### 舞台

#### 無名塾公演
- リチャード三世（1996年）※デビュー作[2]
- いのちぼうにふろう物語（1997年）
- わが町（1998年）
- かんしゃく玉（1998年）
- ウィンザーの陽気な女房たち（2001年）
- 森は生きている（2003年）
- いのちぼうにふろう物語（2004年）
- 驟雨（2005年）
- 長州異聞 - 白井飯山小伝（2006年）
- ドン・キホーテ（2007年）
- 長州異聞 - 白井飯山小伝（2008年）
- 令嬢と召使（2009年）
- 等伯 反骨の画聖（2010年）
- Vincent Van Gogh 炎の人（2010年） - ポール・ゴーガン 役 ※岡山市民劇場賞・新鋭賞受賞[3]
- ホブソンズ・チョイス（2011年）
- 無明長夜〜異説四谷怪談〜（2012年）
- ウィリアム・シェイクスピア（2013年）
- ロミオとジュリエット（2014年） - モンタギュー 役
- 赤い自転車（2016年）
- かもめ（2017年）

#### 外部公演
- LOVERS（2001年）
- 葵の上（2002年）
- PMC第10回公演「メゾントーレ203」（2008年）
- ナルペクト第9回公演「ふじやま」（2009年）
- ジーパンズ第1回公演「海と媚薬」（2009年）
- ジーパンズ第2回公演「空から降る小さな愛」（2010年）
- LAUSU×空想組曲「眠れない羊」（2014年）
- ジーパンズ第6回公演「空から降る小さな愛」（2014年）
- ちょくちょく企画第2回公演　「CAKE FOR BREAKFAST」（2015年）

### CM
- 住友信託銀行（現・三井住友信託銀行）